# 柚木彦四郎
柚木彦四郎（ゆのき ひこしろう、天保10年（1839年）9月11日 - 明治10年（1877年）3月4日）は、西郷隆盛の側近として知られ、西南戦争（1877年）において薩軍の「六番大隊」の大隊監軍（監察官）を務められました。これは軍の規律や士気を維持する重要な役職であり、彼の信頼と指導力の高さを示しています。六番大隊は指揮長・越山休蔵のもと、七番大隊とともに「独立大隊」（隊長別府晋介）として編成され、他の大隊に比べ人員が少なく装備も劣っていたものの、薩軍の一翼を担っていました。 
西南戦争は、熊本県の田原坂などで激戦が繰り広げられ、多くの薩軍兵士が戦死しました。柚木彦四郎もこの戦争で命を落とされたとされます。彼のような薩軍将兵の遺体は、熊本県熊本市北区植木町の「七本柿木台場 薩軍墓地」などに埋葬されています。この墓地には、田原坂周辺で戦死した薩軍兵士約329名が眠っており、明治13年に薩軍関係者によって建立されました。 
柚木彦四郎は、西郷隆盛と深い関係にあり、教育者としても活動されていた可能性があります。西郷が鹿児島に戻ってから建てられた学校の副校長を務めたという記録もあります。
以下に『西南紀伝 下巻』327ページからの資料を記載します。
柚木彦四郎傳（原文）
柚木彦四郎、名は角恒。大隅の人。
天保十年九月十一日、加治木郷に生る。
幼にして加治木領主島津氏に仕え、小姓役となり、小納戸役に進み、常に君側に侍し、藩の成長の役を賦（お）び、加治木小銃隊小頭となり、奥羽に出征し、凱旋の後、總督有栖川宮より感状を賜る。
明治初年、力を地方政治に盡し、治蹟少なからず、藩の後備兵を編成し、常備兵となり、加治木郷五番小隊長と為る。報知役と為り、四年、甄拔（けんばつ）の任に當たり、朝廷、常備隊を徴するや、彦四郎外城俊士を募り、已にして加治木區長に任ず。十年の役、薩軍の六番大隊監軍と為り、肥後に出で、熊本城攻撃に従ひ、二月二十七日、七番小隊長宇都宮良左衛門 の戦死するに及び、代りて其後任を賜り、轉じて木留方面に出戦し、三月四日、吉次峠の援軍となり、薨して之に死す。年三十九。
彦四郎、幼にして學に志し、會て贄（しのぎ）を重野安繹宮内子清の門に納れ、經史百家の書に渉り、又武術に志し、剣法は示現流を學び、鍛錬を修め、文武共に造詣する所あり。
彦四郎、詞藻に富む。往来共に羅（つら）ね、其の寸墨を留めず。郷民、思想を吟詠に寄せ、作る所の詩歌、實に除風を薫ふもの、今日、尚養へり。
柚木彦四郎傳（現代語訳）
柚木彦四郎（ゆのき・ひこしろう）、名は角恒。大隅の人である。天保10年（1839年）9月11日、加治木郷に生まれる。
幼い頃より加治木藩主・島津氏に仕え、小姓役となり、やがて小納戸役に進んで常に藩主の側近として仕えた。藩の発展に関わるさまざまな職務を担い、加治木小銃隊の小頭（指導者）となった。
その後、奥羽へ出征して戦い、凱旋。藩内では後備兵（予備軍）の編成を主導し、常備兵として組織された五番小隊の隊長を務めることになった。
明治初年には、地方政治に尽力し、「報知役（広報・伝達・報告などを担当する役職）」に就任した。
明治4年には人材登用（甄拔＝けんばつ）の任にあたり、朝廷から常備軍の徴兵命令が出されると、彦四郎は郷士を募って編成にあたり、加治木区長に任命された。
明治10年、西南戦争が勃発すると薩摩軍の六番大隊の監軍（指揮監督官）となり、肥後（熊本）方面に出征した。熊本城攻撃に参加し、2月27日、七番小隊長 宇都宮良左衛門 が戦死したのを受けてその後任となり、さらに木留方面への転戦中、3月4日、吉次峠の戦闘で援軍として戦い、戦死した。享年三十九歳。
彦四郎は幼い頃から学問に志し、熱心に励んだ。贄（しのぎ）を削って（生活を切り詰めて）重野安繹宮内子清（しげの・やすつぐ・くないしせい）という学者の門下に入り、経書や史書を始めとする数多くの古典に精通した。
また、武道にも志を抱き、剣術は示現流（じげんりゅう）を学び、心身を鍛錬して、文武両道に優れた人物であった。
彦四郎は詩文の才能にも恵まれていた。旅の途中や往復の道中でも詩を綴り、その筆跡はあえて残さなかったが、郷里の人々は彼の思想を詩や歌に寄せて表現した。
彼の詩歌は、まさに風雅な香りを漂わせるものであり、今もなお人々に受け継がれ、生き続けている。